# FREMO

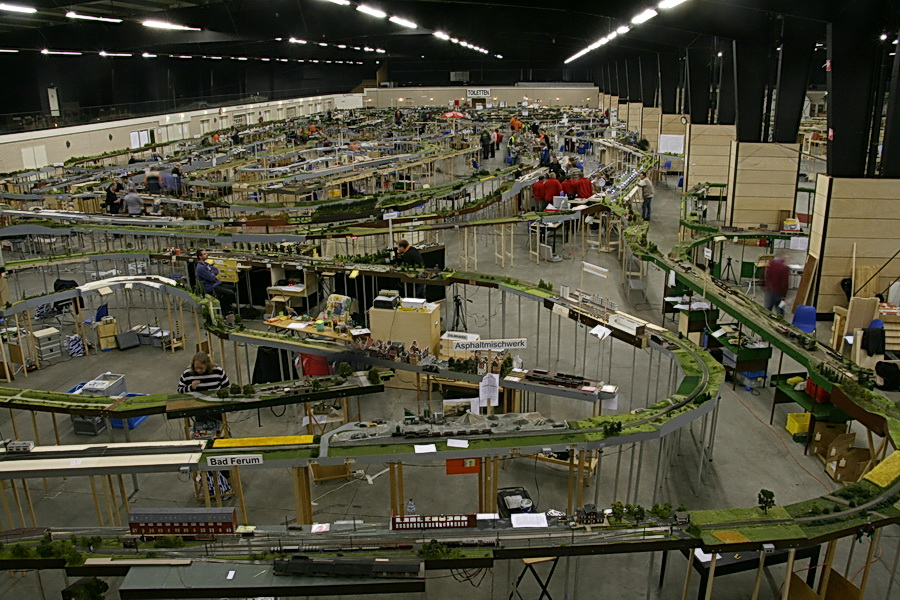
Rassemblement en 2010 aux Pays-Bas : le réseau fait un kilomètre de long.

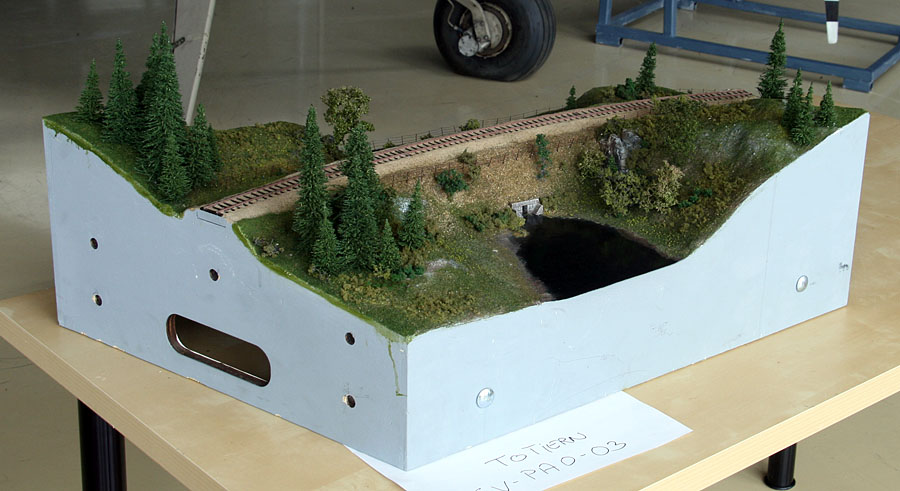
Exemple de module FREMO, avec son interface standardisée (en bleu à gauche).

La Freundeskreis Europäischer MOdellbahner (Amicale européenne des modélistes ferroviaires, abrégé en FREMO) est une norme de système modulaire pour le modélisme ferroviaire. La voie et des paysages des modules sont normalisés pour permettre de créer des réseaux miniature de très grande longueur. Les normes FREMO ont été créées à la suite d'une réunion en Europe en 1981.
La norme est disponible pour les échelles I, 0, 00, HO, TT et N, certaines normes étant déclinées en fonction de la voie (étroite, métrique), du thème (industriel, américain) ou de la marque (normes Märklin).

## Historique
Certains aspects, tels que la construction rigide de modules, sont dérivées de la Norme européenne de modélisme 900, publiées par le MOROP.
En 1995, la norme Free-mo a été créée pour l’Amérique du Nord, avec un certain nombre de modifications.
FREMO revendique 1900 membres en août 2016.

## Norme pour l'échelle HO
Les modules font 500 millimètres de large avec une longueur variable, et sont visibles des deux côtés. Chaque module est prévu avec des pieds ajustables, pour avoir la voie à 1300 millimètres au-dessus du niveau du sol. Les modules sont tenus entre eux par 3 écrous M8 passant par des trous de 12 millimètres et maintenus par des écrous et des rondelles.
La connexion électrique est assurée par des fiches bananes, l'alimentation étant assurée par une commande Digital Command Control (DCC). La voie est en code 83 (0,083 pouces (2,1082 millimètres), avec de rayons de courbe minimaux de  2 mètres, représentant une courbe de  175 mètres à l'échelle HO. L'entre-axe des voies est fixé à 46 millimètres, représentant une séparation de 4 mètres.